# Sticta tesselata
Sticta tesselata är en lavart som beskrevs av Øvstedal. Sticta tesselata ingår i släktet Sticta och familjen Lobariaceae.   Inga underarter finns listade i Catalogue of Life.